# Дракула 3: Наследие
«Дракула 3: Наследие» (англ. Dracula III: Legacy) — американский фильм о вампирах 2005 года режиссёра Патрика Люссье.

## Сюжет
После последней встречи с Дракулой священник Уффици и его напарник Люк направляются в Берлин, где узнают, что предводитель вампиров вернулся в свой замок в Карпатских горах. Уффици и Люк намерены спасти Элизабет и покончить с вампиром раз и навсегда, но положение осложняется тем, что Уффици заражён вирусом, и церковь лишает его сана. Вооружившись осиновыми кольями, напарники без духовной поддержки отправляются в Трансильванию, где идёт гражданская война — коварный граф заключил союз с подлым полевым командиром. По требованию Люка Уффици останавливается, чтобы освободить нескольких заложников, которые оказались в плену у повстанцев. Разоружив врагов, напарники теряют автомобиль, который расстреливают из гранатомёта. Друзья продолжают путь пешком.
К закату они набредают на обезлюдивший городок, где недавно остановился цирк, но чуть позже произошло массовое побоище. Уффици и Люк сжигают тела. Ночью они замечают выжившего мальчика, которого успевает укусить обращённая мать. Люк, преодолевая свою нерешительность, вынужденно убивает обоих. Над городом терпит крушение вертолёт, из которого удаётся спастись Джулии Хьюз из Би-би-си и её оператору Томми. Они рассказывают, что при съёмках репортажа о войне от лица повстанцев на них напали вампиры. После того как Уффици хоронит на кладбище умершего пилота, появляются враги. Люк спасает Джулию от обращённого клоуна, а Уффици расправляется с танцовщицей и вампиром на ходулях. Томми, получив укус, возвращается в церковь, где погибает от звона колоколов, серебра и святой воды.
Утром Люк и Уффици уезжают в горы, где попадают в засаду других повстанцев в ущелье. Выясняется, что Джулия заодно с повстанцами, которые запирают задержанных в тесной камере до рассвета. Ночью на убежище группировки нападают вампиры. Джулия освобождает Уффици и тот оставляет её в камере с Люком, пока сам расправляется с нападающими. На заре он корчится на солнце, пытаясь нейтрализовать в себе вампирский вирус. Люк замечает автомобиль сбежавших повстанцев. Проследовав по его следам, Уффици, Люк и Джулия обнаруживают поляну с посаженными на кол осуждёнными, и вскоре наконец-то находят замок Дракулы, в который поставляют живых людей для свежей крови. Подлый командир обнаруживает шпионов. Уффици пристреливают и сбрасывают с обрыва, Джулию забирают, а Люка отправляют на территорию замка.
После заката Люк пытается проникнуть внутрь, отделяясь от остальных жертв. Одна девушка идёт за ним, но в этот момент на них нападают вампиры. Люку удаётся улизнуть незамеченным. Пройдя мимо пожирающей человеческие останки немецкой овчарки, он находит тронный зал, где разносится музыка из включённых телевизоров. Раздаётся голос Дракулы, с потолка падает окровавленное обнажённое женское тело, которое Люк накрывает королевской мантией. Появляется Дракула. Пугая и насмехаясь над Люком, вампир рассказывает, что Элизабет испытывает раскаяние и не желает пить кровь невинных людей. По просьбе Люка Дракула соглашается отвести его в подвал, где происходит оргия юных вампирш. Люк находит среди них Элизабет с затуманенным сознанием и просит прощения. Та соглашается уйти с ним, но внезапно оглушает, швыряя об стену. В это время Уффици, который остался жив, выкарабкивается на дорогу и снова натыкается на поляну с кольями, возле которой обнаруживает беспризорного коня. Прискакав обратно в замок, Уффици убивает охрану, в том числе и полевого командира.
Джулия приходит в себя в тронном зале и смотрит по ТВ репортаж, из которого узнаёт новости о бесплодных поисках её самой. Появляется Дракула и заигрывает с ней, но, чувствуя приближение Уффици, смертельно ранит Джулию и оставляет возле трона. Уффици врывается в зал и вступает в бой с Дракулой на мечах. Но оппонент может умереть только после того, как получит прощение Господа. Уффици оказывается на волоске от гибели, когда появляется Элизабет и отвлекает Дракулу, пронзая его факелом. Не теряя момента, Уффици обескураживает противника укусом в шею и отрубает голову его же мечом. Узрев смерть высшего вампира, Элизабет берёт меч и встречает в коридоре выбравшегося из подвала Люка. С трудом согласившись на её мольбы, Люк обезглавливает её. Уффици просит Люка дать ему время проситься с умирающей Джулией. Понимая его намерения, Люк выходит навстречу рассвету, в то время как Уффици окончательно становится вампиром и, как новый король, восседает на троне с обращённой Джулией на руках.

## В ролях
| Актёр              | Роль              |
| ------------------ | ----------------- |
| Джейсон Скотт Ли   | Уффици            |
| Рутгер Хауэр       | Дракула           |
| Рой Шайдер         | Кардинал Сигурьос |
| Джейсон Лондон     | Люк               |
| Дайан Нил          | Элизабет Блейн    |
| Илинка Гойя        | Марта             |
| Джордж Григоре     | Бруно             |
| Александра Уэскорт | Джулия Хьюз       |
| Шербан Челя        | Габриэль          |
| Клаудиу Блеонц     | Богдан            |
| Иоан Ионеску       | Рэгман            |
| Иоана Джингхина    | Невеста Дракулы   |
| Стивен Биллингтон  | Дракула II        |

## Интересные факты
- Спустя 7 лет Рутгер Хауэр снова сыграл в фильме про графа-вампира — «Дракула 3D», но на этот раз  Абрахама Ван Хельсинга, главного противника верховного вампира.